# (400236) 2007 HS53
(400236) 2007 HS53 es un asteroide perteneciente al cinturón exterior de asteroides, descubierto el 22 de abril de 2007 por el equipo del Spacewatch desde el Observatorio Nacional de Kitt Peak, Arizona, Estados Unidos.

## Designación y nombre
Designado provisionalmente como 2007 HS53.

## Características orbitales
2007 HS53 está situado a una distancia media del Sol de 3,205 ua, pudiendo alejarse hasta 3,372 ua y acercarse hasta 3,037 ua. Su excentricidad es 0,052 y la inclinación orbital 5,858 grados. Emplea 2095,93 días en completar una órbita alrededor del Sol.

## Características físicas
La magnitud absoluta de 2007 HS53 es 16,2.